# Franklin Gutiérrez (beisbolista)
Franklin Rafael Gutiérrez (Caracas, 21 de febrero de 1983), conocido también como Guti, es un exjugador de béisbol profesional que se destacó en la posición de jardinero derecho. Jugó para los Indios de Cleveland, los Marineros de Seattle y los Dodgers de Los Ángeles de la MLB.

## Carrera profesional

### Indios de Cleveland
El 18 de noviembre de 2000, Gutiérrez fue firmado por los Dodgers de Los Ángeles como agente libre aficionado. [1] El 3 de abril de 2004, Gutiérrez fue cambiado por los Dodgers de Los Ángeles con un jugador a ser nombrado más tarde ( Andrew Brown ) a los Indios de Cleveland para Milton Bradley [2] y fue asignado a Doble-A Akron . Entró en la temporada calificados por Baseball America como el prospecto número 3 en el Los Angeles Dodgers organización y la parte superior posición de perspectiva, que posee cinco herramientas capacidad. Anteriormente, Los Ángeles se negó a incluir Gutiérrez, en un acuerdo durante el invierno que habría desembarcado los Dodgers primera base Richie Sexson.
En 2005, Gutiérrez registró un .261 promedio de bateo y 42 carreras impulsadas para Akron, y golpeó .254 con siete carreras impulsadas en 19 juegos con Triple-A Buffalo (continuación afiliados a los indios). Entre sus dos paradas de ligas menores, se robó 16 bases en 22 intentos. Fue uno de los jugadores que los indios convocados cuando las Grandes Ligas listas expandieron el 31 de agosto.
En 2006, después de batear .278 en 90 juegos para Triple-A Buffalo, Gutiérrez jugó 43 partidos en las mayores después de haber sido llamado a filas el 16 de junio y se quedó en las mayores el resto de la temporada. En 2007, una vez que comenzó la temporada en Triple-A Buffalo, pero después de bateo de .341, fue llamado para bien el 6 de mayo.
El 27 de mayo de 2008 conectó su primer Grand Slam en las Grandes Ligas.

### Seattle Mariners
El 10 de diciembre de 2008, Gutiérrez fue cambiado a los Marineros de Seattle como parte de un intercambio de tres equipos. [3] gerente general Jack Zduriencik Marineros señaló que el comercio no habría pasado por Gutiérrez no había sido incluido en el comercio.
En 2008, Gutiérrez el puesto 3 entre la calificación grandes jardineros de la Liga en uzr, una estadística de fildeo de todo incluido. [4] Gutiérrez ganó un Premio biblia que coloca como el jardinero de fildeo parte superior derecha de la MLB. [5] Dave Niehaus llama Gutiérrez "Muerte a Flying cosas" después de una captura de salto, [6] un apodo que anteriormente pertenecía a Bob Ferguson .
En 2009, Gutiérrez tenía la mayoría de los errores por un gran jardinero central de la liga (7), sobre todo debido a la inmensa cantidad de bolas golpeadas que llega a. [7] Se llevó todas las Grandes Ligas en uzr y uzr / 150 y fue sexto en la Liga Americana en victorias por encima del reemplazo. Gutiérrez ganó otro premio biblia que coloca como el mejor jardinero central de fildeo en las Grandes Ligas. [8]
El 6 de enero de 2010, se informó de que Gutiérrez y los Marineros estaban trabajando en una extensión de contrato de 4 años por $ 20,5 millones con una opción del equipo para un quinto año. [9]
En 2010 Gutiérrez se adjudicó su primer Guante de Oro por el jardinero. Terminó la temporada con un promedio de fildeo de 100,0%. También quedó en segundo lugar para el jugador defensivo del año en los premios MLB.com.
El 22 de abril de 2013, Gutiérrez pasó 60 días en la lista de lesionados debido a las lesiones de isquiotibiales (tratando de atrapar una pelota), y se activó el 22 de junio contra el atletismo de Oakland , pero se lesionó el tendón de la corva de nuevo después de seis entradas. [10]
El 13 de febrero de 2014, se informó al equipo de que no iba a ser capaz de jugar durante la temporada de 2014 debido a la condiciones múltiples espondilitis anquilosante y síndrome del intestino irritable . [11]
El 26 de enero de 2015, los Marineros volvieron a firmar Gutiérrez a un contrato de liga menor con un entrenamiento de primavera invitar. El 24 de junio, fue llamado de AAA Tacoma para volver a unirse al club de Grandes Ligas. El 21 de julio de 2015, él golpeó un bateador emergente grand slam contra los Tigres de Detroit .

### Los Angeles Dodgers
El 20 de febrero de 2017, los Dodgers de Los Ángeles y Gutiérrez firmaron un contratoa un año, $ 2,6 millones. [12] [13]. Franklin Gutiérrez retorna al equipo que le dio la oportunidad de firmar en el béisbol de Estados Unidos. La adquisición de Gutiérrez por parte del conjunto de Los Ángeles se produjo luego de que los Marineros de Seattle mostraron falta de interés  en mantenerlo, llevando al oriundo de Caracas a declararse agente libre el pasado 30 de noviembre. Asimismo, la contratación surgió tras el deseo del presidente de operaciones del club, Andrew Friedman, por añadir bateadores derechos para que así la ofensiva sea más efectiva contra lanzadores zurdos; una de las grandes falencias del conjunto en la temporada 2016, pues toda la toletería de los Dodgers apenas ligó para .214 de average, el más bajo de todas  las Grandes Ligas. La llegada de "El Guti" a los Dodgers representa la oportunidad de regresar a la titularidad o -al menos- disputar más de 100 juegos, algo que no ocurre desde 2010, cuando fue alineado en 152 compromisos. Durante este año, casualmente, obtuvo su único Guante de Oro.
El 10 de abril Gutiérrez, de 34, se lastimó al ser atrapado en intento de robo, en el partido de los Dodgers contra los Cachorros. Franklin Gutiérrez pasó a la lista de incapacitados
1 de mayo de 2017, Franklin Gutiérrez comenzó la asignación para rehabilitarse con el Rancho Cucamonga, filial Case A+ de los Dodgers de Los Ángeles, el sábado 29 de abril y dio muestras de estar saludable. Gutiérrez, quien ha estado fuera de acción desde el 10 de abril por rigidez en la corva izquierda, apareció en el jardín izquierdo durante cinco innings contra el Lancaster, en un partido de la Liga de California. Fue tres veces al plato, en dos turnos conectó jonrón, negoció un boleto, anotó dos veces y remolcó un par de carreras.
Los Dodgers de los Ángeles activaron al patrullero venezolano Franklin Gutiérrez de la lista de incapacitados de 10 días y enviaron a Scott Van Slyke a Triple-A Oklahoma City.
El 2 de mayo, El jardinero venezolano volvió al lineup de Los Ángeles y despachó su primer jonrón de la campaña en el triunfo 13-5 sobre San Francisco

## Actuación en Venezuela
Desde sus inicios en el Béisbol Profesional en 2002 fue firmado por los Leones del Caracas donde jugó media temporada, principalmente hasta la actualidad (2012 su retiro) como el Center Fielder vistiendo la camisa n.º 21.

## Récords
- Fue el venezolano número 180 en debutar en las Grandes Ligas (MLB).

- En 2010 fue galardonado con el Guante de Oro por primera vez. Terminó la temporada con un promedio de fildeo de 100,00%. También quedó en segundo lugar para el Jugador Defensivo del Año en los premios MLB.com.

## Títulos
Sus únicos títulos en el Béisbol Profesional los ha conseguido con los Leones del Caracas durante la temporada 2005-2006 de la LVBP y posteriormente en la Serie del Caribe 2006.

## Estadísticas Ligas Menores (MiLB)
| AÑO           | EDAD          | EQUIPO        | Nivel         | JJ  | VB   | CA  | H   | 2B  | 3B | HR | GS | RBI | BR | OR | BB  | K   | AVE  | OBP  | SLG  | SH | SF | IBB | HBP |
| ------------- | ------------- | ------------- | ------------- | --- | ---- | --- | --- | --- | -- | -- | -- | --- | -- | -- | --- | --- | ---- | ---- | ---- | -- | -- | --- | --- |
| 2001          | 18            | GCL Dodgers   | Rk            | 56  | 234  | 38  | 63  | 16  | 0  | 4  |    | 30  | 9  | 3  | 16  | 39  | .269 | .324 | .389 | 2  | 2  | 0   | 4   |
| 2002          | 19            | S. Georgia    | A             | 92  | 361  | 61  | 102 | 18  | 4  | 12 |    | 45  | 13 | 4  | 31  | 88  | .283 | .344 | .454 | 4  | 6  | 1   | 6   |
| 2002          | 19            | Las Vegas     | AAA           | 2   | 10   | 2   | 3   | 2   | 0  | 0  | 0  | 2   | 0  | 0  | 1   | 4   | .300 | .364 | .500 | 0  | 0  | 0   | 0   |
| 2003          | 20            | Vero Beach    | A+            | 110 | 425  | 65  | 120 | 28  | 5  | 20 |    | 68  | 17 | 5  | 39  | 111 | .282 | .345 | .513 | 4  | 3  | 4   | 3   |
| 2003          | 20            | Jcksnvlle     | AA            | 18  | 67   | 12  | 21  | 3   | 2  | 4  |    | 12  | 3  | 3  | 7   | 20  | .313 | .387 | .597 | 0  | 0  | 0   | 1   |
| 2004          | 21            | Akron         | AA            | 70  | 262  | 38  | 79  | 24  | 2  | 5  |    | 35  | 6  | 3  | 23  | 77  | .302 | .372 | .466 | 0  | 4  | 3   | 9   |
| 2004          | 21            | Buffalo       | AAA           | 7   | 27   | 4   | 4   | 1   | 0  | 1  | 0  | 3   | 0  | 0  | 1   | 11  | .148 | .179 | .296 | 0  | 0  | 0   | 0   |
| 2005          | 22            | Akron         | AA            | 95  | 383  | 70  | 100 | 25  | 2  | 11 |    | 42  | 14 | 4  | 30  | 77  | .261 | .322 | .423 | 1  | 5  | 1   | 7   |
| 2005          | 22            | Buffalo       | AAA           | 19  | 67   | 10  | 17  | 6   | 2  | 0  | 0  | 7   | 2  | 2  | 6   | 13  | .254 | .320 | .403 | 0  | 1  | 1   | 1   |
| 2006          | 23            | Buffalo       | AAA           | 90  | 349  | 63  | 97  | 27  | 0  | 9  |    | 38  | 13 | 8  | 49  | 84  | .278 | .373 | .433 | 8  | 2  | 3   | 5   |
| 2007          | 24            | Buffalo       | AAA           | 30  | 129  | 29  | 44  | 7   | 0  | 4  |    | 16  | 7  | 3  | 8   | 20  | .341 | .384 | .488 | 0  | 0  | 0   | 1   |
| Total carrera | Total carrera | Total carrera | Total carrera | 589 | 2314 | 392 | 650 | 157 | 17 | 70 | -  | 298 | 84 | 35 | 211 | 544 | .281 | .347 | .454 | 19 | 23 | 13  | 37  |

| JJ  | Juegos Jugados       | VB  | Veces al bate       | C   | Carreras                                 | H   | Hits                           |
| 2B  | Dobles               | 3B  | Triples             | HR  | Home Runs                                | GS  | Gran Sland                     |
| RBI | Carreras empujadas   | BR  | Bases Robadas       | OR  | Out robando                              | BB  | Boletos                        |
| K   | Ponches              | AVE | Porcentaje de bateo | OBP | Promedio de bateo con jugadores en bases | SLG | Porcentaje de bases alcanzadas |
| SH  | Toques de sacrificio | SF  | Fly de sacrificio   | IBB | Boletos intencionales                    | HBP | Golpeado por el pitcher        |

## Estadísticas Grandes Ligas (MLB)
| AÑO           | EDAD          | EQUIPO        | LIGA          | JJ  | VB  | CA  | H   | 2B | 3B | HR | GS | RBI | BR | OR | BB | K   | AVE  | OBP  | SLG  | SH | SF | IBB | HBP |
| ------------- | ------------- | ------------- | ------------- | --- | --- | --- | --- | -- | -- | -- | -- | --- | -- | -- | -- | --- | ---- | ---- | ---- | -- | -- | --- | --- |
| 2005          | 22            | CLE           | LA            | 7   | 1   | 2   | 0   | 0  | 0  | 0  | 0  | 0   | 0  | 0  | 1  | 0   | .000 | .500 | .000 | 0  | 0  | 0   | 0   |
| 2006          | 23            | CLE           | LA            | 43  | 136 | 21  | 37  | 9  | 0  | 1  | 0  | 8   | 0  | 0  | 3  | 28  | .272 | .288 | .360 | 2  | 0  | 0   | 0   |
| 2007          | 24            | CLE           | LA            | 100 | 271 | 41  | 72  | 13 | 2  | 13 | 0  | 36  | 8  | 3  | 21 | 77  | .266 | .318 | .472 | 5  | 3  | 1   | 1   |
| 2008          | 25            | CLE           | LA            | 134 | 399 | 54  | 99  | 26 | 2  | 8  | 1  | 41  | 9  | 3  | 27 | 87  | .248 | .307 | .383 | 4  | 2  | 1   | 8   |
| Total carrera | Total carrera | Total carrera | Total carrera | 284 | 807 | 118 | 208 | 48 | 4  | 22 | 1  | 85  | 17 | 6  | 52 | 192 | .258 | .308 | .409 | 11 | 5  | 2   | 9   |

## Estadísticas Liga Venezolana de Béisbol Profesional (LVBP)
| AÑO     | Ronda           | EQUIPO          | JJ | VB  | CA | H  | 2B | 3B | HR | GS | RBI | BR   | AVE  |
| ------- | --------------- | --------------- | -- | --- | -- | -- | -- | -- | -- | -- | --- | ---- | ---- |
| 2002/03 | Ronda Regular   | Leones          | 10 | 6   | 5  | 0  | 0  | 0  | 0  | 0  | 0   | 0    | .000 |
| 2003/04 | Ronda Regular   | Leones          | 54 | 161 | 26 | 34 | 7  | 3  | 3  |    | 20  | 1    | .211 |
| 2003/04 | Round Robin     | Leones          | 13 | 38  | 9  | 14 | 2  | 1  | 2  | 9  | 1   | .368 |      |
| 2004/05 | Ronda Regular   | Leones          | 56 | 206 | 39 | 57 | 14 | 2  | 13 |    | 36  | 5    | .277 |
| 2004/05 | Round Robin     | Leones          | 14 | 50  | 7  | 14 | 1  | 1  | 2  |    | 7   | 1    | .280 |
| 2004/05 | Final           | Leones          | 1  | 1   | 0  | 0  | 0  | 0  | 0  | 0  | 0   | 0    | .000 |
| 2005/06 | Ronda Regular   | Leones          | 52 | 190 | 37 | 64 | 7  | 1  | 4  |    | 30  | 9    | .337 |
| 2005/06 | Round Robin     | Leones          | 16 | 61  | 12 | 17 | 1  | 2  | 3  |    | 11  | 1    | .279 |
| 2005/06 | Final           | Leones          | 5  | 21  | 4  | 9  | 2  | 0  | 0  | 0  | 2   | 0    | .429 |
| 2006/07 | Ronda Regular   | Leones          |    |     |    |    |    |    |    |    |     |      | .    |
| 2006/07 | Round Robin     | Leones          |    |     |    |    |    |    |    |    |     |      | .    |
| 2007/08 | Ronda Regular   | Leones          |    |     |    |    |    |    |    |    |     |      | .    |
| 2008/09 | Ronda Regular   | Leones          | 33 | 119 | 21 | 33 | 4  | 1  | 5  |    | 19  | 3    | .277 |
| 2008/09 | Round Robin     | Leones          |    |     |    |    |    |    |    |    |     |      | .    |
| Total   | 7 Ronda Regular | 7 Ronda Regular | -  | -   | -  | -  | -  | -  | -  | -  | -   | -    | -    |
| Total   | 5 Round Robin   | 5 Round Robin   | -  | -   | -  | -  | -  | -  | -  | -  | -   | -    | -    |
| Total   | 2 Final         | 2 Final         | -  | -   | -  | -  | -  | -  | -  | -  | -   | -    | -    |